# お勝手のあんシリーズ
『お勝手のあんシリーズ』（おかってのあんシリーズ）は、柴田よしきの時代小説のシリーズ。

## 概要
作者の柴田はそれまで「私には書けない」という理由で時代小説の依頼を断り続けてきた。本作も当初はガレット屋を舞台にした現代小説になる予定だったが、版元である角川春樹事務所の角川春樹社長に「時代小説を書いて」と言われて断り切れずに本作を書くに至った。
また柴田は「赤毛のアン」のファンであり、やすが男の子と間違えられて奉公に出されたり、小夜がやすのことを「あん」と呼ぶなど、「赤毛のアン」をモチーフにしていると思われる点が見受けられる。

## あらすじ
品川で宿屋「紅屋」を営む吉次郎は、親戚が営んでいる宿屋で八つになる少女やすを見かける。やすの類まれな嗅覚に気づいた吉次郎は、やすを引き受けて女中見習いとして紅屋で働かせることにする。やすはさまざまな人達と出会い、人間として、女性として成長していく。

## 登場人物
やす
主人公。父親に売られて女郎になるはずだったが、口入れ屋の手違いですずめ屋に引き取られ、その後紅屋で女中見習いとして働くことになる。政一と出会い、料理人として生きていくことを決める。
小夜
脇本陣の宿屋「百足屋」の娘。やすと出会い、仲良くなる。やすは漢字で「安」と書けることからやすを「あん」と呼ぶ。
日本橋の薬問屋「十草屋」に嫁いだ。
なべ先生
百足屋に滞在していた絵師。
吉次郎
紅屋の大旦那。やすを引き取り、女中見習いとして雇う。
政一
通称政さん。紅屋の料理人。やすの才能を見抜いている。
勘平
紅屋の小僧。やすにとっては弟のような存在。
金平糖職人になるために紅屋を逃げ出したが、後に芝の「健心塾」の下男になる。
おさきさん
紅屋のお勝手女中。飯を炊く名人。
おまきさん
紅屋のお勝手女中。野菜の下ごしらえをしている。
おしげさん
紅屋の部屋付き女中頭。
ちよ
西伊豆の温泉旅籠の娘。女将になるための修業として紅屋で女中として働く。
遊び人の子供を宿し、尼寺で産む。
千吉
おしげさんの弟。春太郎と駆け落ちしようとした。
春太郎
品川の芸者。千吉の駆け落ちの相手。
平助
金平糖職人。
おみねさん
料理屋「むら咲」の料理人。春太郎の姉。
おいとさん
深川の煮売屋「さいや　いと」の店主。
末吉
「さいや　いと」の売り子。

## シリーズ一覧
- お勝手のあん（2019年12月 ハルキ文庫）
- あんの青春 春を待つころ お勝手のあん（2020年6月 ハルキ文庫）
- あんの青春 若葉の季 お勝手のあん（2020年12月 ハルキ文庫）
- あんのまごころ お勝手のあん（2021年6月 ハルキ文庫）
- あんの夢 お勝手のあん（2021年12月 ハルキ文庫）
- あんの信じるもの お勝手のあん（2022年6月 ハルキ文庫）
- あんの明日 お勝手のあん（2022年12月 ハルキ文庫）
- あんとほうき星 お勝手のあん（2023年6月 ハルキ文庫）
- 別れの季節 お勝手のあん（2024年2月 ハルキ文庫）
- あらたなる日々 お勝手のあん（2024年9月 ハルキ文庫）
- 迷うこころ お勝手のあん（2025年2月 ハルキ文庫）
- あんと女剣士 お勝手のあん（2025年8月 ハルキ文庫）